# شبکه‌های زیستی

شمای کلی یک شبکهٔ زیستی

شبکهٔ زیستی (شبکهٔ بیولوژیکی) به هر شبکه‌ای گفته می‌شود که برای سیستم‌های زیستی مورد استفاده قرار می‌گیرد. یک شبکه به سیستمی گفته می‌شود که شامل زیربخش‌هایی باشد که به یکدیگر در غالب یک کل، پیوند داشته باشند، مانند گونه‌های مختلف که در شبکهٔ غذایی کل با یکدیگر در ارتباطند. شبکه‌های زیستی نمایش ریاضی‌ای برای ارتباطات موجود در مطالعات محیط زیستی، تکاملی و مطالعات فیزیولوژیکی همانند شبکه‌های عصبی را ارائه می‌دهند. تحلیل و کار روی شبکه‌های زیستی با توجه به بیماری‌های انسان، منجر به ایجاد حوزهٔ شبکهٔ دارویی شده‌است.
مطالعهٔ شبکه‌های زیستی، درک مدل آن‌ها، تحلیل و تجسم آن‌ها در علم امروز نقش بسیار مهمی دارد. درک این شبکه‌ها برای دید زیستی بهتر از داده‌های پیچیده و بسیار زیادی که در حال تولید شدن هستند بسیار ضروری است. تجسم و تصور شبکه از روش‌های بنیادینی است که به فهم شبکه‌های زیستی برای آشکار کردن ویژگی‌های مهم فرایندهای زیرلایهٔ بیوشیمیایی کمک می‌کند.
تعداد بسیاری از شبکه‌های زیستی مهم مربوط به مولکول‌هایی مانند DNA, RNA، پروتئین‌ها و ترکیبات مورد نیاز برای سوخت‌وساز سلول و فعل و انفعالات بین آن‌ها می‌باشد. شبکهٔ تنظیم ژن‌ها و هدایت سیگنال‌ها به ما می‌گوید هر ژن چگونه و بر اثر چه عواملی فعال یا سرکوب می‌شود و بوسیلهٔ آن می‌فهمیم کدام پروتئین‌ها در چه زمان مشخصی در سلول تولید می‌شوند. این تنظیمات توسط پروتئین‌های تنظیمی یا سیگنال‌های خارجی صورت می‌گیرد.
شبکه‌های ریستی بسیاری وجود دارد که در ادامه بیشتر توضیح داده شده‌است. نهایتاً تمام شبکه‌های مذکور شامل هدایت سیگنال‌ها، تنظیم ژن‌ها، تعاملات پروتئین با پروتئین و شبکهٔ سوخت و ساز با یکدیگر مرتبط اند و یک شبکهٔ بزرگ‌تر و پیچیده از تعاملات را برای بقا و ادامهٔ حیات سلول تشکیل می‌دهند.

## شبکهٔ زیستی و بیوانفورماتیک
شبکه‌های زیستی پیچیده می‌توانند به عنوان شبکه‌های محاسبه‌پذیر ارائه و تحلیل شوند. برای مثال، اکوسیستم به عنوان شبکه‌ای از گونه‌های مختلف می‌تواند در نظر گرفته شود، هم‌چنین پروتئین‌ها به عنوان شبکه‌ای از آمینواسیدها می‌باشند.
چنانچه پروتئین‌ها را به ذرات کوچکتر بشکنیم، خود آمینواسیدها شبکه‌ای از اتم‌های به هم پیوند داده شده مانند کربن، نیتروژن و اکسیژن هستند. گره‌ها و لبه‌ها مولفه‌های پایه‌ای یک شبکه را تشکیل می‌دهند.
گره‌ها همان واحدهای تشکیل‌دهندهٔ شبکه هستند در حالی که لبه‌ها ارتباطات بین این واحدها را مشخص می‌کنند. گره‌ها می‌توانند گسترهٔ وسیعی از واحدهای زیستی را شامل شوند، از جملهٔ آن‌ها می‌توان به انواع ارگانیسم یا یک عصب در مغز اشاره کرد. دو ویژگی مهم شبکه، درجه و میانی مرکزی می‌باشد. درجه (میزان ارتباط، مفهومی متفاوت از کاربردش در نظریهٔ گراف) به تعداد لبه‌هایی گفته می‌شود که به یک گره متصل هستند. در حالی که میانی مرکزی مشخص می‌کند که یک گره به چه اندازه در مرکز می‌باشد. گره‌های با میانی مرکزی بالاتر، به عنوان پل‌هایی بین بخش‌های مختلف شبکه در نظر گرفته می‌شوند (برای دسترسی به بعضی از گره‌ها باید از این گره‌های با میانی مرکزی بالاتر عبور کرد). در شبکه‌های اجتماعی، گره‌های با درجه و مرکزی میانی بالاتر در ساختار و ترکیب کلی شبکه نقش مهمی ایفا می‌کنند.
تمرکز در حوزهٔ بیوانفورماتیک به طور فزاینده‌ای از ژن‌ها، پروتئین‌ها و الگوریتم‌های جستجو به سمت شبکه‌های با ابعاد بزرگ که با پسوند -ome (-وم) مشخص می‌شوند، مانند بایوم، ژنوم و پروتئوم تغییر پیدا کرده‌است. این مطالعات تئوری نشان داده‌است که شبکه‌های زیستی ویژگی‌های مشترک بسیاری با شبکه‌های دیگر از جمله اینترنت و شبکه‌های اجتماعی دارند که از جملهٔ این ویژگی‌ها می‌توان به توپولوژی شبکه اشاره کرد.
اوایل سال ۱۹۸۰ میلادی، محققان با دید جدیدی به DNA یا ژنوم نگاه کردند و آن‌ها را به عنوان مخزن‌های پویایی از سیستم زبانی با حالت‌های محدود قابل محاسبه، که با ماشین حالات متناهی نمایش می‌دهند، دیدند. مطالعات سیستم‌های پیچیده در سال‌های اخیر، یک سری اشتراکات دور از دسترس در سازماندهی اطلاعات در مسائل زیستی، علوم کامپیوتر و فیزیک مانند چگالش بوز-انیشتین (حالت خاصی از ماده) پیشنهاد داده‌اند.

## شبکه‌ها در بیولوژی

درخت فیلوژنتیک حیات

### درخت فیلوژنتیک
درخت فیلوژنتیک شبکه‌های خاص یا سلسله مراتب‌هایی هستند که معمولاً توسط اطلاعات زیستی مولکول‌هایی مانند DNA یا دنبالهٔ پروتئین‌ها ساخته می‌شوند. درخت فیلوژنتیک رابطهٔ اجدادی بین گونه‌های متفاوت را نشان می‌دهد. این درخت برای مطالعهٔ تکامل گونه‌های مختلف در گذر زمان و نحوهٔ شکل‌گیری گونه‌های مختلف مورد استفاده قرار می‌گیرد، مواردی مانند اصل و نسب یک گونه، نحوهٔ تغییرات گونه‌ها، بقا یا منقرض شدن انواع گونه‌ها را می‌توان بررسی و تحلیل کرد. تحلیل‌های آماری نقش بسیار کمک کننده‌ای در استخراج این اطلاعات مفید تاریخی دارند.

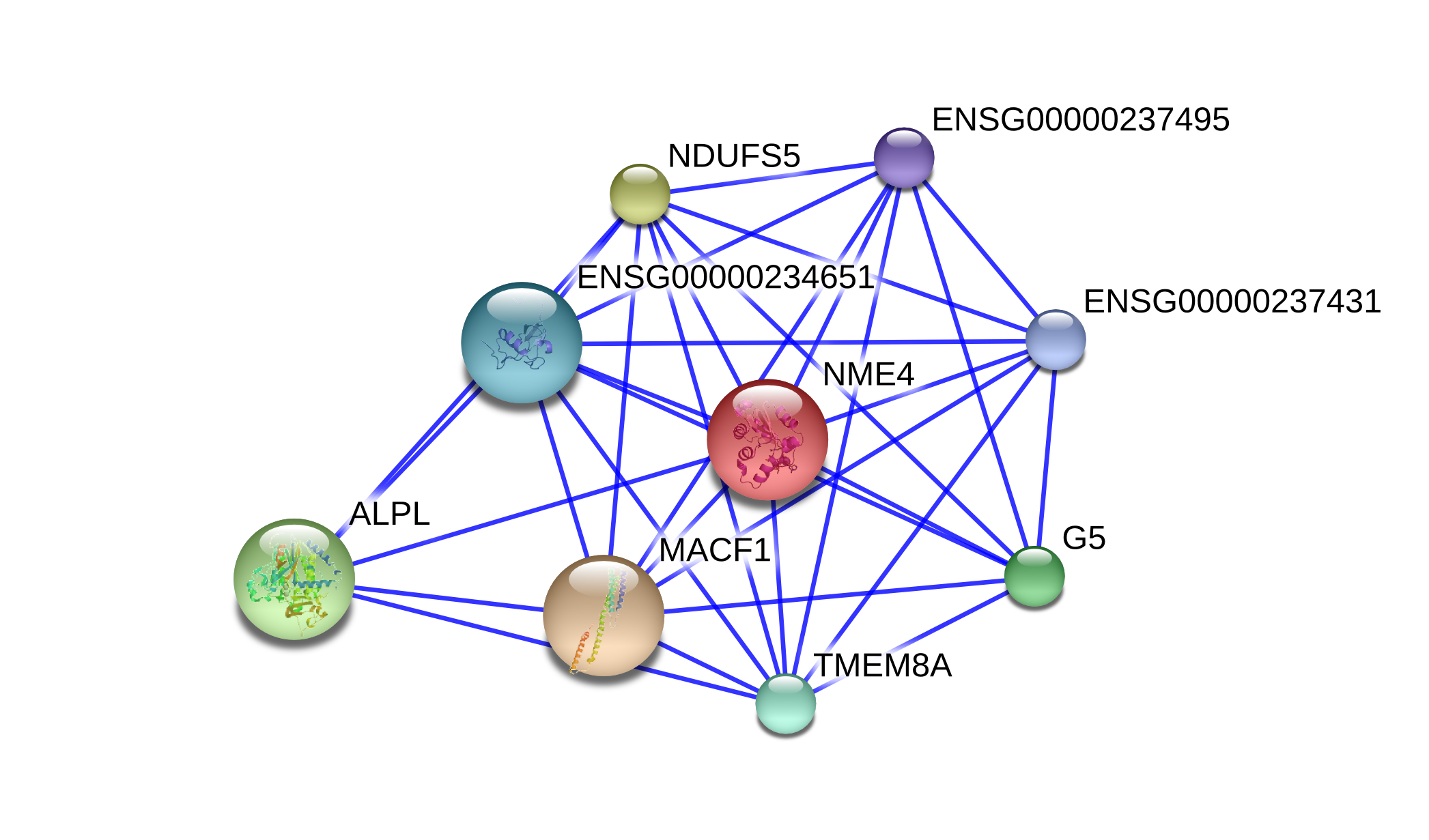
شبکهٔ تعاملات پروتئین‌ها برای TMEM8A

### شبکهٔ تعامل پروتئین-پروتئین(PIN)
تعاملات بسیار پروتئین‌ها داخل یک سلول با یکدیگر شبکهٔ تعاملی پروتئین‌ها را تشکیل می‌دهد که در این شبکه پروتئین‌ها همان گره‌ها و ارتباطات بین آن‌ها لبه‌ها هستند. PINها در زیست‌شناسی به‌شدت مورد تحلیل و تجزیه قرار می‌گیرند. روش‌های PPI بسیاری برای تشخیص این تعاملات وجود دارد. شبکهٔ تعاملات پروتئین‌ها با پروتئین‌ها شامل فعل و انفعالات و ارتباطات بین پروتئین‌ها برای فعال‌سازی یک پروتئین توسط پروتئین دیگر یا تشکیل ساختارهای دسته جمعی پیچیدهٔ پروتئین‌ها می‌باشد.
مطالعات اخیر محافظت شبکهٔ مولکولی را در ظرف دوران تکاملی نشان داده‌است. هم‌چنین کشف شده‌است که پروتئین‌های با درجهٔ ارتباطی بالاتر با احتمال بیشتری نسبت به پروتئین‌های با درجهٔ کمتر برای بقای موجود زنده نیاز هستند. این نکته نشان می‌دهد که ترکیب کلی شبکه (نه فقط ارتباط بین جفت پروتئین‌ها) برای تشخیص عملکرد کلی یک موجود بسیار مهم است.

### شبکهٔ تنظیم ژن‌ها (شبکهٔ تعامل DNA-پروتئین)
فعالیت‌های ژن‌ها توسط عوامل رونویسی تنظیم می‌شود. عوامل رونویسی پروتئین‌هایی هستند که به رشتهٔ DNA متصل می‌شوند و در بیان یک ژن نقش کنترلی دارند. همکاری و تعاملات تعدادی از عوامل رونویسی عامل بیان ژن‌ها می‌باشد. بیشتر عوامل رونویسی می‌توانند به چندین ناحیه از ژنوم متصل شوند. برای مثال در ژنوم انسان حدود ۱۴۰۰ ناحیه برای اتصال عوامل رونویسی وجود دارد که باعث بیان بیش از ۲۰۰۰۰ ژن در انسان می‌گردد. تکنولوژی‌های مطالعهٔ شبکهٔ تنظیم ژن‌ها شامل ChIP-chip,ChIP-seq,CliP-seq و تعدادی دیگر می‌باشد.

### شبکهٔ بیان ژن (شبکهٔ رونویسی-رونویسی)
شبکهٔ بیان ژن‌ها به عنوان شبکه‌ای بین تعدادی متغیر در نظر گرفته می‌شود که هر کدام میزان فراوانی رونویسی ژن را مشخص می‌کند. این شبکه‌ها تحلیل زیستی سیستمی برای داده‌های ریزآرایه‌ی DNA، داده‌های دنبالهٔ RNA، داده‌های miRNA و غیره را فراهم می‌کند.

### شبکهٔ سوخت و ساز
شبکهٔ سوخت و ساز بدن نحوهٔ تبدیل مواد مورد نیاز برای سوخت و ساز سلول به یکدیگر را شامل می‌شود، مانند تولید انرژی یا سنتز یک مادهٔ خاص. ترکیبات شیمیایی یک سلول زنده با واکنش‌های بیوشیمیایی با یکدیگر در ارتباطند به طوریکه یکی از ترکیبات به دیگری تبدیل می‌شود. این واکنش‌ها توسط آنزیم‌ها تسریع می‌شوند. تمام ترکیبات داخل سلول مولفه‌های یک شبکهٔ پیچیدهٔ بیوشیمیایی از واکنش‌هایی هستند که شبکهٔ سوخت‌وساز نامیده می‌شوند. با استفاده از تحلیل شبکه می‌توان به چگونگی انتخاب‌ها در مسیر سوخت‌وساز پی برد.

### شبکهٔ سیگنالی
سیگنال‌ها‌ در داخل سلول یا بین سلول‌ها به یکدیگر تبدیل می‌شوند و یک شبکهٔ پیچیدهٔ سیگنالی را ایجاد می‌کنند. به عنوان مثال، در MAPK/ERK pathway، سیگنال‌ها از سطح سلول به هستهٔ سلول با واسطه و کمک دنباله‌ای از واکنش‌های پروتئین با پروتئین، واکنش‌های مربوط به فسفریله شدن و دنباله‌های دیگر تبدیل می‌شود. شبکهٔ سیگنال‌ها باعث ایجاد ارتباط بین شبکه‌های تعاملی پروتئین-پروتئین، شبکه‌های تنظیم ژن شبکه‌های سوخت‌وساز می‌شود.

### شبکهٔ عصبی
تعاملات و ارتباطات پیچیدهٔ مغز، آن را یک گزینهٔ بسیار مناسب برای بکارگیری تئوری شبکه در این حوزه می‌کند. عصب‌های مغز به طور گسترده و عمیقی با یکدیگر در ارتباطند که این باعث ایجاد شبکه‌های پیچیدهٔ از جنبه‌های ساختاری و کاربردی مغز می‌شود. به عنوان مثال ویژگی‌های «شبکه جهان کوچک» در ارتباطات بین نواحی غشایی از مغز موجودات اولیه نشان داده می‌شود. طبق این مدل نواحی غشایی مغز به طور مستقیم با یکدیگر ارتباطی ندارند، اما اکثر مناطق مغز از طریق تعداد اندک ارتباطات قابل دسترسی هستند.

نمونه‌ای از شبکهٔ غذایی در طبیعت

### شبکهٔ مواد غذایی
تمام موجودات از طریق رابطهٔ غذایی با یکدیگر در ارتباطند. طبق این مدل چنانچه یک گونه خورده شود یا گونهٔ دیگری را بخورد، این دو موجود در شبکهٔ مواد غذایی به عنوان گونهٔ درنده و گونهٔ شکار با یکدیگر ارتباط دارند. میزان و زمان پایداری این ارتباط به مدت طولانی در حوزهٔ بوم‌شناسی مورد سؤال بوده‌است. به زبان دیگر، اگر گونهٔ خاصی حذف گردد، چه تغییری در شبکه رخ می‌دهد (برای مثال شبکه تخریب می‌شود و از بین می‌رود یا با شرایط جدید تطابق پیدا می‌کند)؟ تحلیل شبکه برای یافتن میزان پایداری شبکهٔ غذایی است و می‌توان مشخص کرد اگر ویژگی‌های خاصی از شبکه به شبکه‌هایی با پایداری بیشتر بینجامد. علاوه براین، تحلیل شبکه کمک می‌کند حذف انتخابی یک گونه چگونه می‌تواند بر روی کل شبکهٔ غذایی تأثیرگذار باشد. همچنین بسیار مهم است بدانیم پتانسیل از بین رفتن گونه‌ها بر حسب تغییر وضعیت آب وهوای جهانی چگونه است.

### شبکهٔ تعامل بین گونه‌ای
در زیست‌شناسی، روابط جفت موجودات مورد توجه مطالعات در گذر تاریخ بوده‌است. با پیشرفت‌های اخیر در علم شبکه، می‌توان تعاملات جفت موجودات را تعمیم داد تا موجودات از گونه‌های متفاوت را در حوزهٔ تعاملاتشان برای فهم ساختار و عملکرد شبکه‌های اکولوژیکی (محیط‌زیستی) بزرگتر در بربگیرد. بکارگیری تحلیل شبکه به کشف و فهم چگونگی تعاملات و ارتباطات پیچیده در شبکهٔ سیستم‌ها کمک می‌کند، این مورد در گذشته نادیده گرفته می‌شد. این ابزار قدرتمند امکان مطالعهٔ انواع ارتباطات (از رقابتی تا مشارکتی) را با استفاده از چارچوب‌های مشابه عمومی می‌دهد. در حالت کلی، ساختار تعاملات گونه‌ها در یک شبکهٔ زیست‌محیطی اطلاعات مفیدی در حوزهٔ تنوع گونه، غنا و استحکام شبکه به ما می‌دهد. محققان با مقایسهٔ ساختار امروزی ارتباطات گونه‌ها با ساختار گذشتهٔ آن‌ها می‌توانند نحوهٔ تغییرات را در گذر زمان بیابند. تحقیقات اخیر در حوزهٔ شبکهٔ پیچیدهٔ تعاملات گونه‌ها بیشتر در حوزهٔ فهم عوامل استحکام و پایداری بیشتر شبکه تمرکز دارد.

### شبکهٔ تعاملات بین گونه‌ای
تحلیل شبکه امکان تعیین کیفیت ارتباطات بین افراد (گونه‌ها) را فراهم می‌آورد، به طوریکه امکان استنتاج جزئیات شبکه به عنوان یک کل را در سطح گونه‌ها یا جمعیت امکان‌پذیر کرده‌است. محققانی که علاقه‌مند به رفتارهای حیوانات هستند، از حشره‌ها تا پستانداران نخستین، شروع به همکاری در تحلیل شبکه‌ها در تحقیقات خود کرده‌اند. محققان دیگر علاقه‌مندند بدانند چگونه ویژگی‌های خاصی از شبکه در سطح گروه یا جمعیت، می‌تواند سطح رفتارهای فردی را تفسیر کند. برای نمونه، در گروه‌های دلفین پوزه بطری معمولی، درجه و مقدار میانی مرکزی یک فرد می‌تواند پیش‌بینی کند که دلفین مورد نظر یک سری رفتارهای خاصی را از خود نشان می‌دهد. افراد (دلفین‌های) با مقدار مرکزی میانی بالاتر ارتباطات بیشتری دارند و اطلاعات بیشتری را می‌توانند دریافت کنند و گزینه‌های بهتری برای رهبری سفرهای گروهی خواهند بود و نسبت به سایر اعضای گروه تمایل بیشتری برای نمایش رفتارهای سیگنالی نشان می‌دهند. تحلیل شبکه همچنین برای تفسیر سازماندهی‌های اجتماعی در یک گونهٔ خاص کاربرد دارد که مکانیزم‌های تقریبی مهمی را به طور معمول آشکار می‌کند و این مکانیزم‌ها کاربرد استراتژی‌های رفتاری را ارتقا می‌دهد. به طور مثال، علاقهٔ محققان به پستانداران اولیه، کاربرد تحلیل شبکه‌ها را به سمت مقایسهٔ سازماندهی‌های اجتماعی بین پستانداران اولیهٔ متنوع برده‌است، به طوریکه با استفاده از معیارهای شبکه (مانند مرکزیت، ماژولار بودن و مرکزی میانی) می‌توان انواع رفتارهای اجتماعی که فقط بین گروه‌های خاصی مشاهده می‌شود را توضیح داد. در نهایت، تحلیل شبکه‌های اجتماعی می‌تواند تغییرات مهم در رفتارهای حیوانات را با تغییر محیط آشکار کند.